# Lenora de Barros
Lenora de Barros (São Paulo, 1953) é uma artista visual e poeta brasileira. Em 1970 formou-se em Linguística pela Universidade de São Paulo (USP) e começou a interessar-se pelas interseções entre a prática poética e a arte visual. Utiliza em suas obras recursos diversos, como o vídeo, a fotografia e a instalação. Tem seu trabalho no acervo de coleções particulares e públicas, como no Museu de Arte Contemporânea de Barcelona, na Espanha, Daros-Latinamerica, Suíça, Museu de Arte Moderna de São Paulo e Rio de Janeiro.
Na exposição Manobras Radicais (2006), com curadoria de Heloisa Buarque de Hollanda e Paulo Herkenhoff, a artista expõe dois trabalhos: Poema (1979) e Poesia é coisa de nada (s.d.). Herkenhoff afirma “em uma pura ação da libido, Lenora de Barros expõe a carne da linguagem e, portanto, sua demanda erótica.” 

## Trajetória
Desde o começo, seu trabalho é influenciado pelo concretismo, tanto pelo fato de ser filha do artista Geraldo de Barros, como pelo seu interesse particular na poesia concreta, principalmente do grupo Noigrandes.

### Décadas de 1970 e 1980
Formada em 1970, participa em 1975 da edição da revista Poesia em greve, publicação sobre arte experimental e poesia visual. Entre os anos 1986 e 1989, trabalha respectivamente como assistente editorial e como editora de arte na Folha de S.Paulo.
No ano de 1983, Lenora parcitipa da 17ª Bienal Internacional de São Paulo, em uma seção de videotexto, onde expõe seus poemas visuais. Ainda no mesmo ano, a artista publica o livro Onde Se vê.

### Década de 1990
Em 1990 a artista se muda para Milão, onde residirá até 1991. Durante esse período, realiza a sua primeira exposição individual, Poesia é Coisa de Nada na Galeria Mercato del Sale, e participa como curadora na exposição Poesia Concreta in Brasile no Archivo della Grazia di Nuova Scrittura.
Ao retornar ao Brasil, colabora com o Jornal da Tarde através da coluna semanal "Umas" onde experimenta e dialoga com outros artistas, utilizando como meio a publicação de poemas visuais e foto-performances, entre os anos 1993 e 1995. Essa colaboração terminará funcionando como um laboratório pessoal para a própria artista. Ademais, durante esses anos, Lenora irá atuar como diretora de arte da revista Placar e trabalhará novamente na Folha de S.Paulo, porém como editora de fotografia.
Participa da 24ª Bienal Internacional de São Paulo em 1998.

### Década de 2000 em diante
No ano 2000, Lenora ganha o Prêmio Multicultural do jornal O Estado de São Paulo e, no ano seguinte, realiza a sua primeira exposição individual no Brasil, intitulada O que que Há de Novo, de Novo, Pussyquete?. A exposição tem lugar na Galeria Millan, localizada em São Paulo.
Em 2002, a artista recebe uma bolsa da Fundação Vitae. Nesse mesmo ano, é premiada na 1ª Mostra RioArte, do Museu de Arte Moderna do Rio de Janeiro, com a instalação sonora Deve Haver Nada a Ver.
Entre 2002 e 2014 realiza diversas exposições individuais no Brasil, tais como: Procuro-me no Centro Cultural Sérgio Porto, Rio de Janeiro, (2002); Revídeo: Lenora de Barros no Oi Futuro, Rio de Janeiro (2010); Lenora de Barros: De stempos no espaço Laura Marsiaj Arte Contemporânea, Rio de Janeiro, (2011); Umas e outras na Casa de Cultura Laura Alvim, Rio de Janeiro, (2013-14).
No ano 2003 realiza a exposição individual Ping-poems na Galeria da Fundação do Centro de Estudos Brasileiros em Buenos Aires, Argentina. Em 2018 participa da exposição História de dois mundos no Museu de Arte Moderna de Buenos Aires, Argentina, que contou com a participação de mais de 100 artistas da América Latina, da América do Norte e da Europa.
Atualmente, Lenora de Barros continua ativa no campo artístico. Sua produção possui influências da arte concreta, da pop art, do movimento Fluxus, da arte conceptual e da body-art, explorando, sobre tudo, as interseções entre a comunicação visual e verbal.

## Obras
- RELIVRO, Lenora de Barros, Automática edições, 2012. ISBN 9788599247198